# Enerplus
Die Enerplus Corporation ist ein kanadisches Unternehmen mit Firmensitz in Calgary.
Das Unternehmen ist in der Produktion von Erdöl und Erdgas tätig und besitzt Felder in North Dakota und Pennsylvania. Gegründet wurde das Unternehmen 1986. Das Unternehmen ist im Aktienindex S&P/TSX 60 an der Toronto Stock Exchange gelistet.
Das Unternehmen wurde im Februar 2024 von US-amerikanischen Erdöl- und Erdgasförderer Chord Energy (ehemals Oasis Petroleum) für 11 Mrd. Dollar übernommen.